# Будинас, Евгений Доминикович
Евгений Доминикович Будинас (бел. Яўген Дамінікавіч Будзінас; род. 18 февраля 1944, Москва — 4 октября 2007, Минск) — советский и белорусский писатель и журналист, предприниматель, основатель музея под открытым небом «Дудутки», награждён медалью ордена «За заслуги перед Литвой».

## Биография
Родился в семье Доминика Будинаса (первого революционного комиссара Жемайтии) и Мицкевичюте Брониславы (преподавательницы русского языка) во время обучения Доминика в Москве на высших партийных курсах. Был младшим ребенком в семье (брат Леонард Будинас 1923 г.р., сестра Виталия Будинайте 1926 г.р.). В 1946 году семья вернулась в Вильнюс. С 9 класса учился в школе рабочей молодежи, одновременно работая лаборантом Вильнюсского радиотехнического училища (1960—1961). Учился заочно в радиотехническом институте (сначала в Рязанском, потом в Минском, который окончил в 1972 г.). Работал слесарем в Рязани (1961—1962), монтером Минского городского автотреста (1963—1965), плотником, комиссаром комсомольско-молодёжного стройотряда в Тюменской области, затем учителем математики, русского языка и литературы вечерней школы в посёлке Светлый Тюменской области (1967—1968). С 1968 года на журналистской работе в Минске — литературный сотрудник, заведующим отделом в газете «Знамя юности» (1968—1972), собственный корреспондент АПН в БССР (1972—1975), корреспондент журнала «Рабочая смена» (1975—1976), специальный корреспондент журнала «Дружба народов» по БССР и Прибалтике (с 1982). Член Союза писателей СССР (с 1986). С конца 1980-х занялся бизнесом. С 1991 по 1997 гг Председатель правления издательства "Полифакт (печать ценных бумаг). Член редакционного совета журнала «Дружба народов».
Жил в Минске и Вильнюсе. Имел двух дочерей и сына. Умер 4.10.2007 около 9:30. Похоронен в Дудутках.

## Деятельность
Дебютировал в 1966 году очерком в журнале «Неман». Писал на русском языке. Автор книг очерков и публицистики «Один практический шаг» (Москва, 1983), «Дом в сельской местности» (Москва, 1985), «Действующие лица» (1986), «Преждевременный конфликт» (Москва, 1988), романа-исследования «Промежуточный человек» (1990), автобиографических романов «Дураки» (Москва, 2001), «Давайте, девочки» (Москва, 2007). Как публицист печатался в журналах «Знамя» (1985, № 8), «Дружба народов». Издатель серии «Итоги века».
Совместно с А. Кудравецом является автором сценария фильма «С юбилеем подождём» снятого на Белорусьфильме в 1985 году.
В 1994 г. создал частный музей «Дудутки», где была воссоздана жизнь белорусской провинции XIX века. Идеей было «идеальное натуральное хозяйство», способное не только кормить сотрудников большого предприятия и многочисленных гостей, но и удовлетворять их эстетические и культурные потребности. По старинным технологиям работали кузница, ветряная мельница, сыроварня, пивоварня, различные мастерские. Устраивались фесты, концерты, пленеры, на которые съезжались известные бизнесмены, политики, дипломаты и просто друзья. В конце 1990-х был вынужден продать музей и коллекцию автомобилей. Остальные коллекции и экспонаты переданы новым владельцам безвозмездно. В 2001 году вернулся в Литву.
Лауреат премии Союза журналистов СССР (1985)
Награждён Медалью ордена «За заслуги перед Литвой» (14 июня 2007 года, Литва)